# Attenella margarita
Attenella margarita är en dagsländeart som först beskrevs av James George Needham 1927.  Attenella margarita ingår i släktet Attenella och familjen mossdagsländor. Inga underarter finns listade i Catalogue of Life.